# (14965) Bonk
(14965) Bonk (1997 KC) – planetoida z grupy pasa głównego asteroid okrążająca Słońce w ciągu 3,82 lat w średniej odległości 2,44 j.a. Odkryta 24 maja 1997 roku.